# Joseph Weber (Maler)

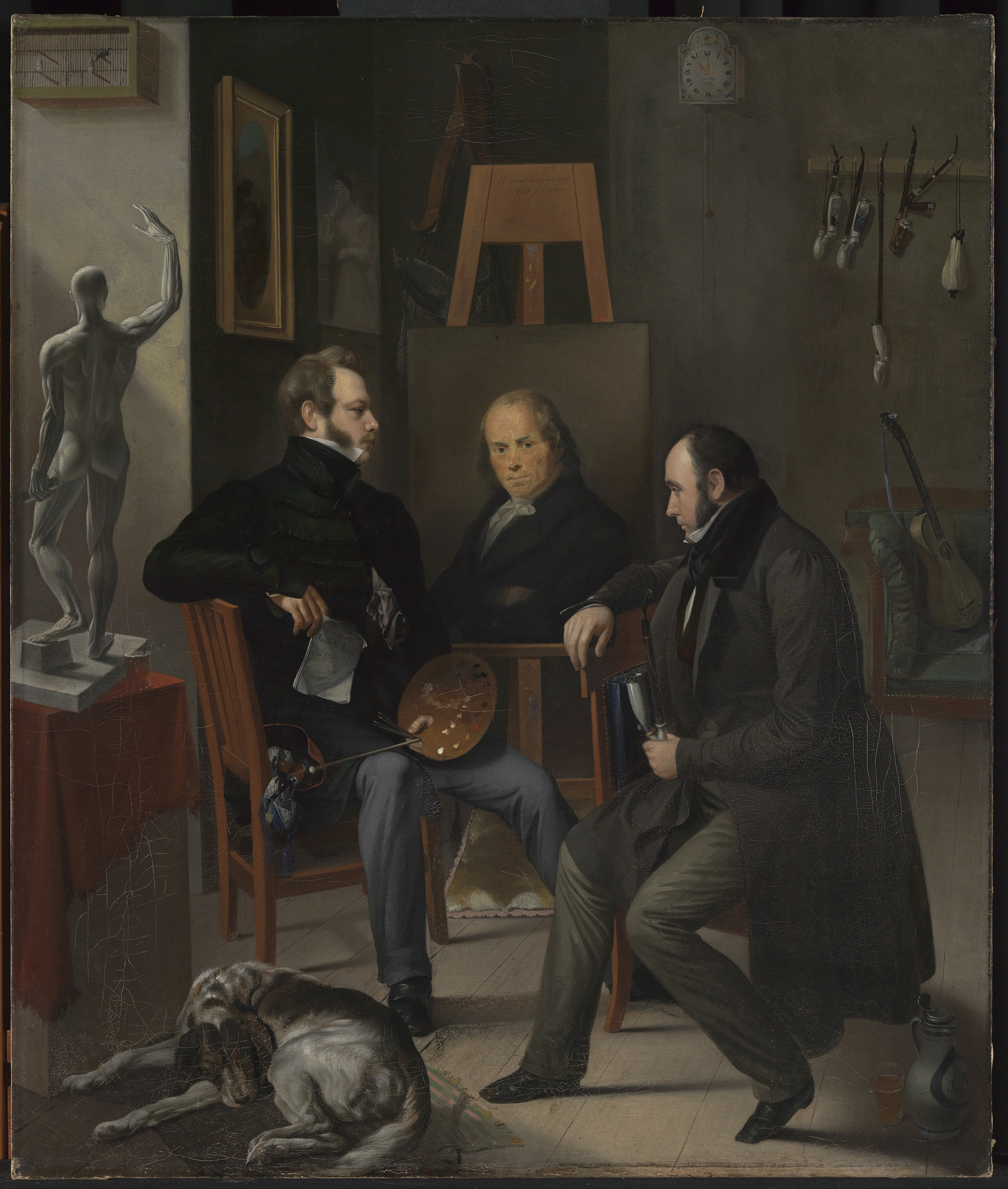
Joseph Weber: Votivbild für den Maler Franz Joseph Zoll, 1838, Staatliche Kunsthalle Karlsruhe, Inventarnummer 1585

Joseph Weber (* 16. Januar 1798 in Mannheim; † 26. Februar 1883 ebenda) war ein deutscher Maler.

## Leben und Werke
Weber studierte in Karlsruhe; seine Lehrer waren vermutlich Philipp Jakob Becker oder Karl Kuntz, möglicherweise auch Franz Joseph Zoll, nach dessen Tod er sich selbst bei der Fertigstellung eines Votivbildes zum Gedenken darstellt. Von 1841 bis Mai 1858 war Weber in Köln tätig, danach wieder in seiner Heimatstadt Mannheim. Weber arbeitete vor allem als Porträtmaler. Ein Selbstbildnis, das er 1827 schuf, ging in das Eigentum des Wallraf-Richartz-Museums über, ein weiteres aus dem Jahr 1833 in den der Kunsthalle Karlsruhe, ein drittes von 1835 in den des Schlossmuseums Mannheim. Joseph Weber porträtierte unter anderem Gisbert Flüggen, Max von Herding und Julius Bassermann.
Das Bild Au premier coup zeigt den Karlsruher Kaufmann Gloeckler mit zwei Jagdtrophäen. Ein sehr ähnliches Porträt dieses Herrn von der Hand Gustav Nehrlichs lässt darauf schließen, dass die beiden Maler Kontakt miteinander hatten.
Zu Webers Schülern gehörten Lambert Sachs und Gisbert Flüggen.

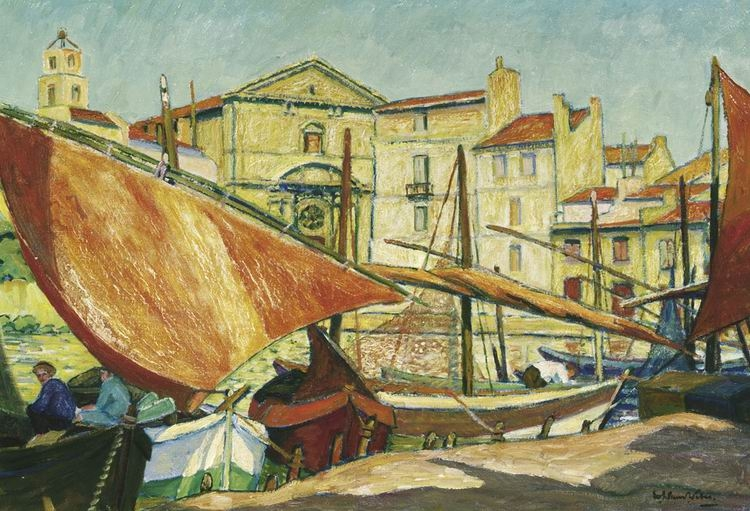
Hafen von Malcesine
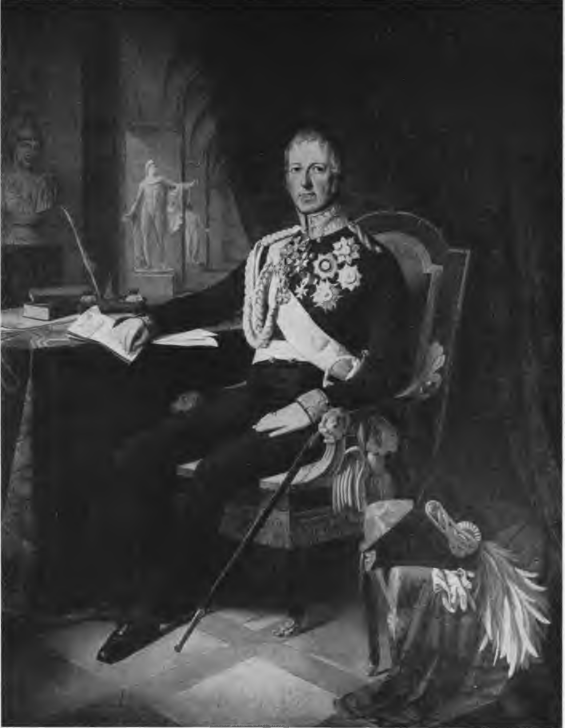
Bildnis des Freiherrn von Stockhorn
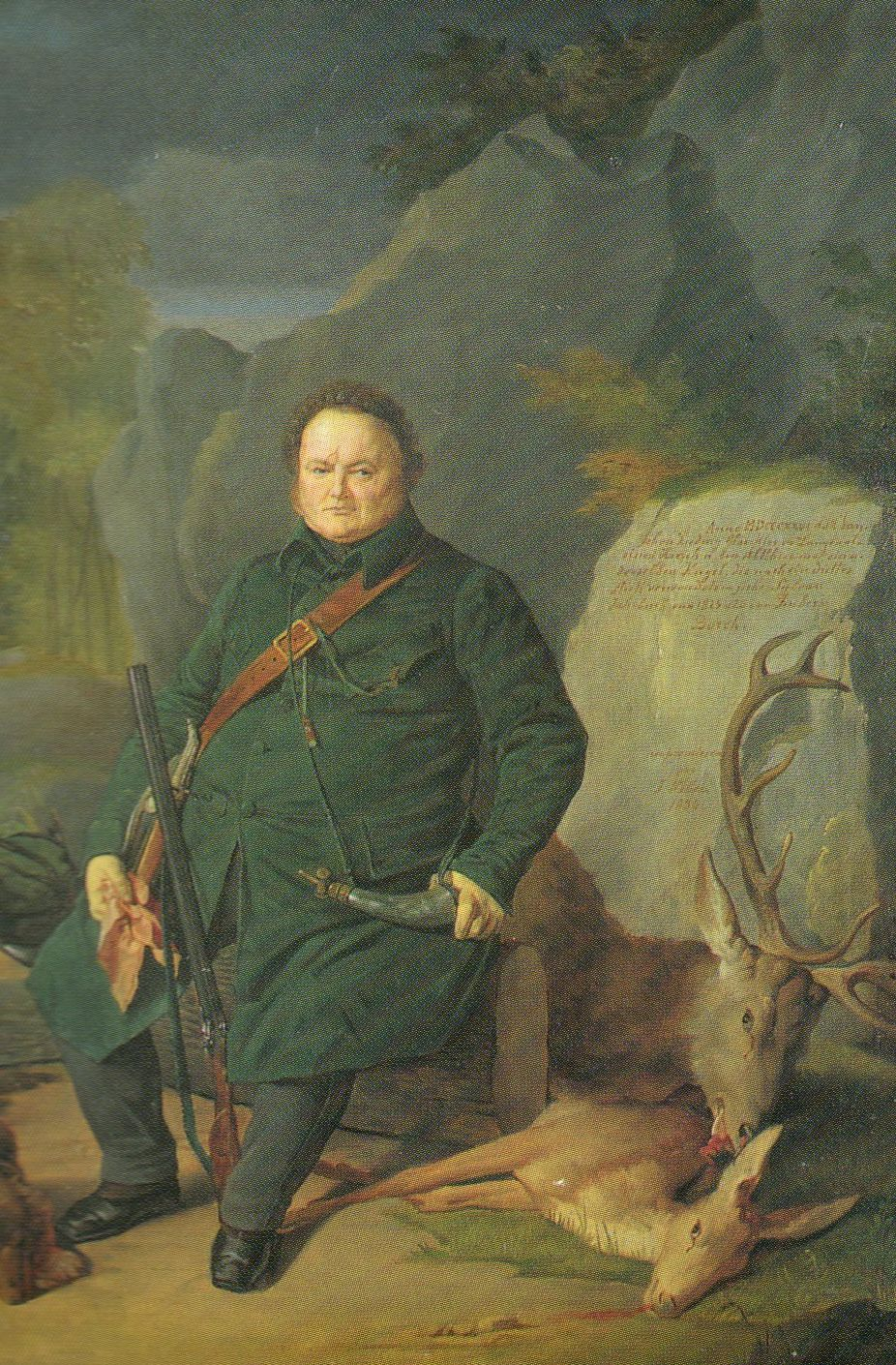
Au premier coup